# Камень Шабаки

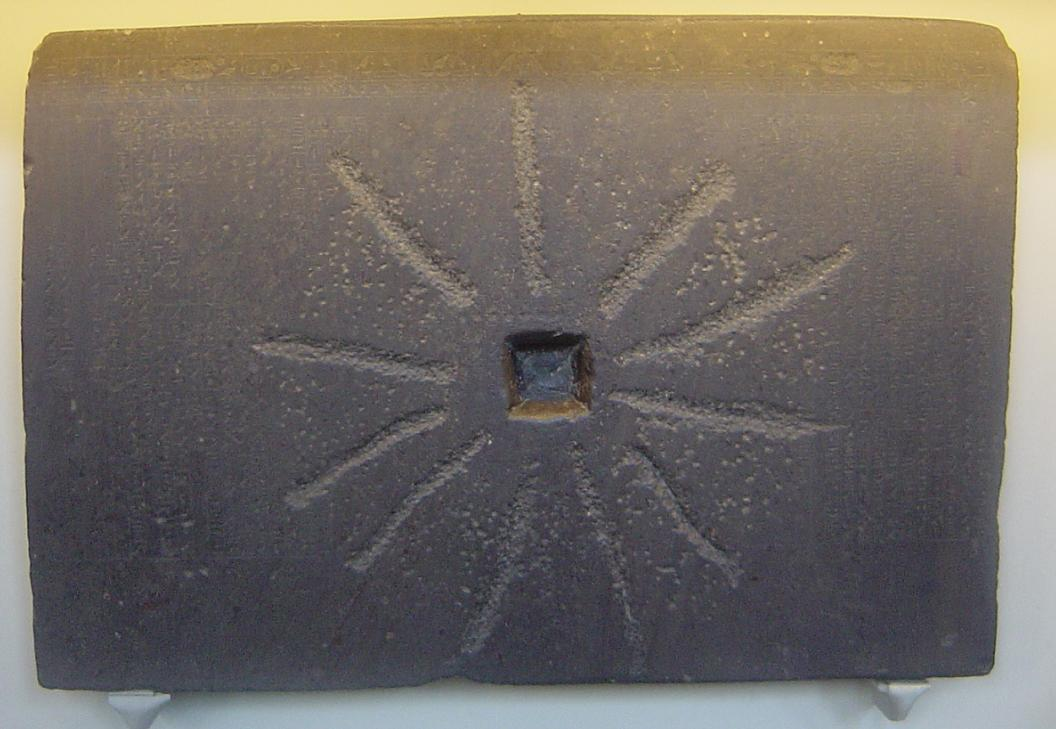
Камень, выставленный в Британском музее. Его размер — 0,66 на 1,37 м

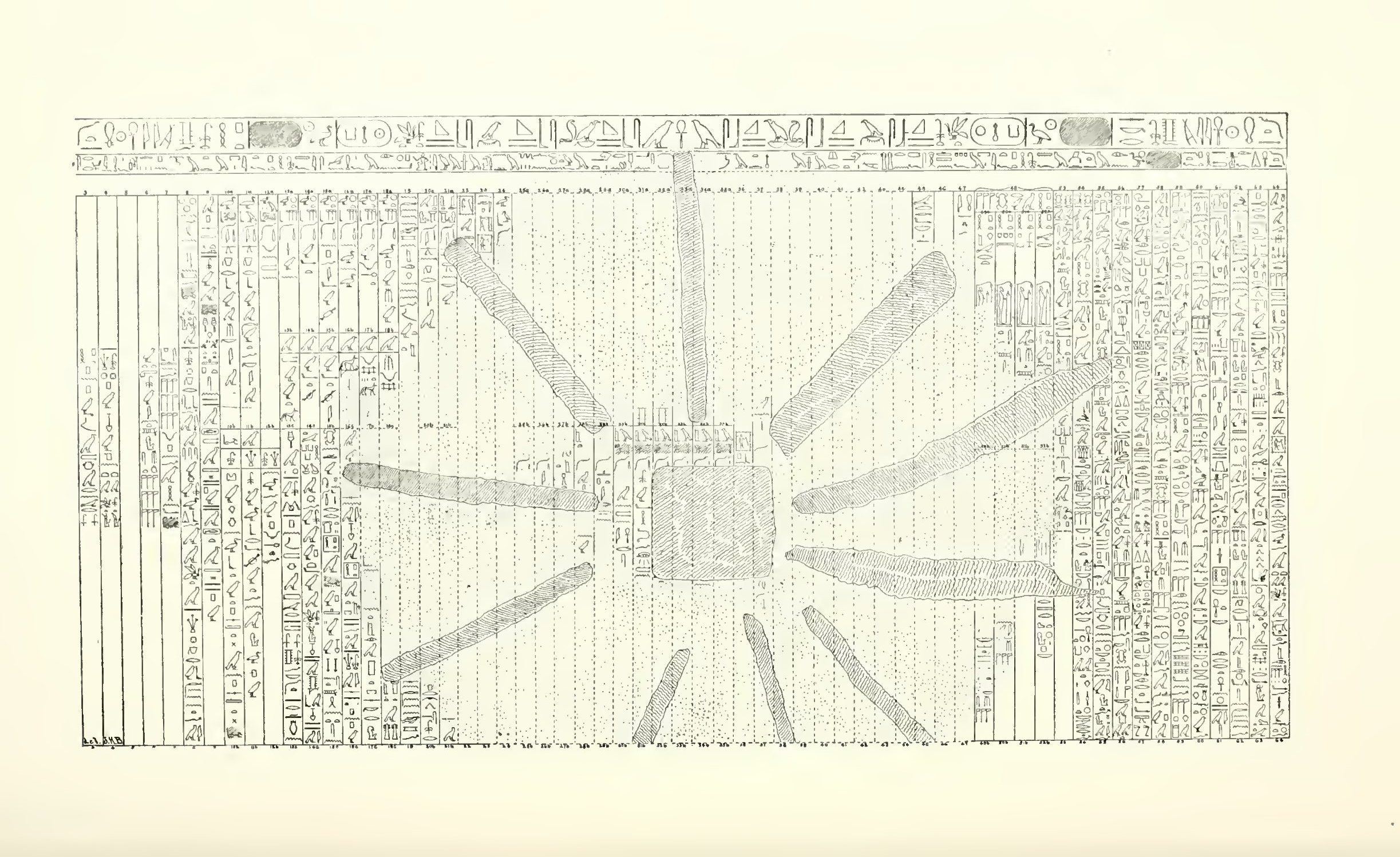
Прорисовка камня

Камень Шабаки — прямоугольный кусок чёрного гранита, содержащий древнеегипетский религиозный текст, нанесённый во время XXV династии. Позднее использовался как мельничный жёрнов, что повредило иероглифы. Помимо этого, надписи намеренно пытались уничтожить, из-за чего они находятся в плохом состоянии. Текст с Камня известен как «Мемфисский богословский трактат» и «Памятник мемфисской теологии».

## История
Камень изначально стоял как памятник в Большом храме Птаха в Мемфисе, но по неизвестной причине его в какой-то момент перенесли в Александрию. Оттуда его по морю перевезли в Англию, а затем вернули вместе с капителью египетской колонны, фрагментами греко-римской базальтовой капители, двумя кварцитовыми притолоками Сенусерта III и чёрной гранитовой статуей Рамсеса II в коленопреклонённой позе. В 1805 году граф Спенсер подарил камень Британскому музею. В 1901 году надпись расшифровал и перевёл американский египтолог Джеймс Генри Брэстед. По состоянию на 2009 год Камень Шабаки находится в Британском музее.

### Датировка
Надпись на камне утверждает, что нижеследующий текст — копия с изъеденного червями папируса, найденного фараоном Шабакой в Великом храме Птаха. Гомер Смит считал, что оригинальный текст относится к I династии, и называл его старейшим известным человечеству памятником письменности.
Брэстед, Эрман, Зете и Юнкер датировали текст временем Древнего царства. Надпись очень архаична, как в лингвистическом смысле (её язык близок к текстам пирамид Древнего царства), так и в политическом отношении: Мемфис там упоминается как столица. Такую же датировку приводили Франкфорт, Уилсон, Лихтхейм и Иверсон. Несмотря на это, Фридрих Юнге и большинство современных учёных пришли к заключению, что надпись создана в правление XXV династии. В египтологических кругах превалирует мнение, что Камень создали не ранее XIX династии, то есть в XIII веке до нашей эры или позднее.

## Внешний вид
Стела имеет длину около 137 см, левая сторона имеет высоту около 91 см, правая — около 95 см. Текст занимает область шириной 132 см и около 66 см высотой. В центре расположено квадратное отверстие размером 12×14 см.
В 1901 году Джеймс Генри Брэстед идентифицировал материал камня как гранит, а другие учёные постулировали, что он должен быть куском базальта или композитной породы, анализ Британского музея показал, что камень представляет собой зелёную брекчию, добытую в ущелье Вади-Хаммамат.

## Текст
Нанесённые на камень письмена включают два параграфа, краткое вступление и заключение. Первый абзац повествует об объединении Египта: Птах объединяет Нижний и Верхний Египет с помощью Гора. В тексте отдельное внимание уделяется тому, что объединение Египта произошло в Мемфисе. Также там сказано, что в этом городе был похоронен Осирис. Второй абзац содержит космогонический миф, «Мемфисский богословский трактат», где Птах выписан создателем всего мироздания, включая богов.

### Введение
Первая строка содержит пятичленный титул фараона: «Божественный в явлениях, Божествен в появлениях обеих Владычиц, Могущественный золотой сокол, С совершенной Ка/душой Ра». Первые три имени указывают на то, что фараон является воплощением богов, в особенности Гора, а другие говорят о разделении и объединении Египта.
Вторая строка, представляющая собой посвящение, заявляет, что на камень нанесён текст с изъеденного червями папируса, который Шабака нашёл во время осмотра Великого храма Птаха.

### Объединение Египта
3—47 строчки описывают объединение Верхнего и Нижнего Египта под властью мемфисского Гора. Сперва текст описывает политическое и теологическое превосходство мемфисского Птаха, создавшего не только Верхний и Нижний Египет, но и Эннеаду. Надпись указывает, как Гор (воплощение Птаха) сперва правит Нижним Египтом, тогда как его соперник Сет управляет Верхним. Гор получает Верхний Египет от Геба и становится единственным правителем этих земель.

### Мемфисский богословский трактат
48—64 строки пересказывают космогонический миф. Птах, бог-покровитель ремесленников, металлургов, архитекторов и рабочих, рассматривается в нём как создатель всего сущего. Сперва творение мира было духовным и интеллектуальным, после чего стало физическим действием, и его выполнил Атум, созданный губами и зубами Птаха. Атум создал Эннеаду из семени и рук Птаха.

### Заключение
61—64 строки содержат краткий пересказ.

## Задача
Согласно Рагнхильде Бьерре Финнестад, имеется три основные теории насчёт того, зачем был создан текст с Камня Шабаки:
1. Установить превосходство мемфисской теологической системы над гелиопольской.
2. Утвердить верховенство Мемфиса и его жрецов над Гелиополем и его жрецами.
3. Создать онтологию[22].

Так как текст написан для храма Птаха, Камень Шабаки, вероятно, выполнял и религиозную задачу, помещая текст в сообразное ему место.
Помимо этого, по мнению египтолога Тоби Уилкинсона, тщательно стилизованный под архаичные произведения текст использовался Шабакой в политических целях: правители кушитской династии видели в своём правлении возврат к воображаемому золотому веку египетской культуры и очищение её от «искажений», внесённых фараонами ливийской XXII династии.

## Повреждения
Из прямоугольного отверстия в центре камня расходится несколько радиальных царапин, уничтоживших часть надписи радиусом 78 см. Они, скорее всего, появились из-за того, что камень использовали как мельничный жёрнов. Другая возможная причина появления царапин — камень использовался как подставка под тяжёлым круглым предметом, колонной или столбом.
Часть надписи уничтожена ещё в династический период. С него, среди прочего, срезано имя Сета в 7-й строке: в то время Сета стали осуждать и стирать его упоминания. Кроме того, Псамметих II или Псамметих III стёрли с камня личное и тронное имена Шабаки, после чего Псамметих III нанёс на камень своё собственное имя, которое позже стёрли персидские завоеватели.